# Ailly-sur-Noye

Ailly-sur-Noye este o comună în departamentul Somme, Franța. În 1 ianuarie 2022 avea o populație de 2.669 de locuitori.